# Associazione internazionale dei critici d'arte
L'Associazione Internazionale dei Critici d'Arte (Association Internationale des Critiques d’Art, AICA) è stata fondata nel 1950 con la finalità di rivitalizzare la critica d'arte e la libertà di espressione, che a causa delle varie forme di Fascismo nel corso della seconda guerra mondiale vennero messi a repentaglio a livello globale. Affiliata ad UNESCO AICA è stata ammessa al rango di ONG nel 1951.
L'associazione oggi vanta oltre 5000 iscritti provenienti da 95 Nazioni e sono presenti 63 sezioni nazionali.
Tra i nomi più celebri che hanno fatto parte dell'istituzione si ricordano: André Chastel, Jorge Crespo de la Serna, Pierre Courthion, Charles Estienne, Elda Fezzi, Chou Ling, Miroslav Micko, Sergio Milliet, Marc Sandoz, Gino Severini, James Johnson Sweeney, Palma Bucarelli, Giulio Carlo Argan, Albert Tucker, Lionello Venturi, Eduardo Vernazza, Giovanni Carandente, Maria Teresa Benedetti, Marcel Zohar, Paul Fierens e Herbert Read.
I principali obiettivi di AICA sono:
- promuovere la discipline di critica nel campo delle arti visive
- assicurare una metodologia scientifica ed etica
- proteggere l'interesse etico e professionale tutelando in egual modo i diritti di tutti i critici d'arte
- assicurare scambi e interazioni stabili tra i membri a livello internazionale attraverso incontri regolari
- facilitare e incrementare la circolazione dell'informazione e degli scambi nel campo delle arti visive
- contribuire alla conoscenza reciproca e ad una maggiore interazione e comprensione tra culture differenti
- attivare collaborazioni e supportare Paesi in via di sviluppo

La Sezione Ufficiale Italiana di AICA International ricostituita nel 2022, a seguito dell’elezioni del nuovo presidente Gabriele Romeo nel 2021,  è un’associazione senza fini di lucro che raggruppa professionisti che operano sul territorio nazionale ed internazionale nel campo dell’educazione e della ricerca sulla critica d’arte, della storia dell’arte, dell’insegnamento e della curatela scientifica. Renato Barilli ne è il Presidente Onorario.
La sua funzione è di promuovere la comprensione e l’interpretazione delle arti visive, in tutte le sue forme e manifestazioni.